# Gmina Malinska-Dubašnica
Gmina Malinska-Dubašnica (chorw. Općina Malinska-Dubašnica) – gmina w Chorwacji, w żupanii primorsko-gorskiej. W 2011 roku liczyła  3134 mieszkańców.